# .338 Winchester Magnum

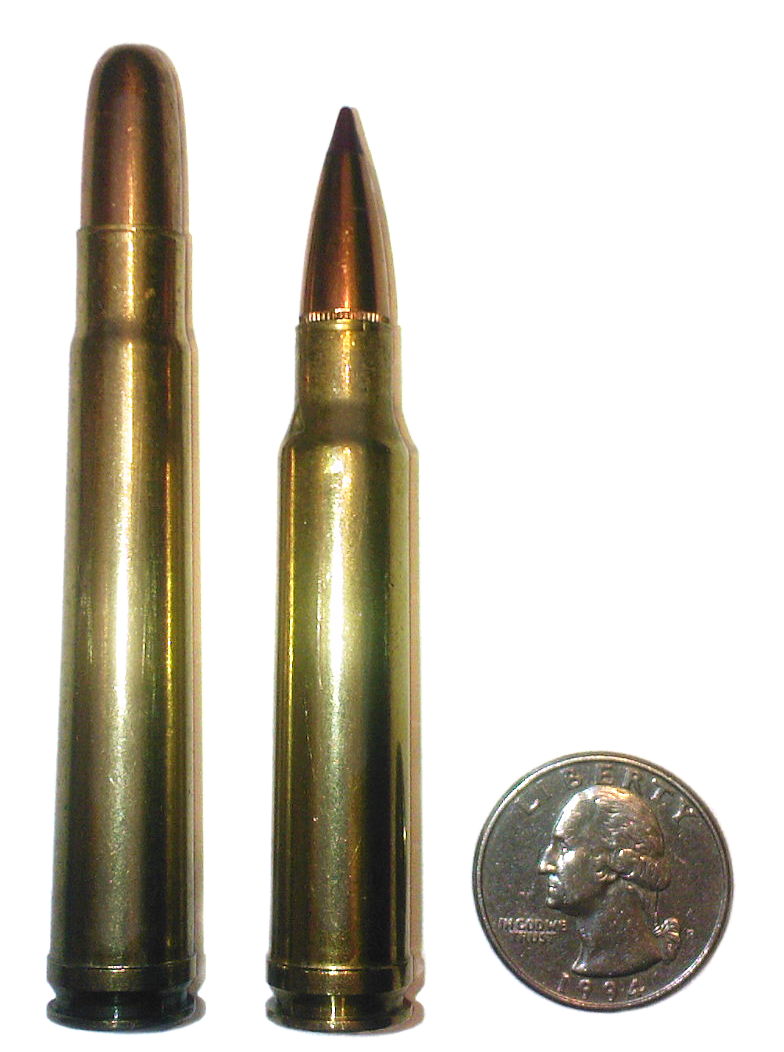
Um .375 H&H Magnum (esq.) ao lado de um .338 Winchester Magnum.

O .338 Winchester Magnum é um cartucho de fogo central de rifle de calibre .338 pol. (8,6 mm), cinturado, sem aro em forma de "garrafa", lançado em 1958 pela Winchester Repeating Arms. 

## Características
O .338 Winchester Magnum, tem como base o .375 H&H Magnum, só que encurtado. O calibre .338 pol. (8,6 mm), é considerado o calibre inicial dos cartuchos considerados de médio porte. O .338 Winchester Magnum é a primeira escolha entre os guias profissionais para caça de ursos pardos (e também ursos cinzentos) no Alasca para proteger os clientes de eventuais ataques onde um calibre com alto poder de parada é necessário para deter os ursos. É também o cartucho de calibre médio mais popular na América do Norte e tem a escolha mais amplamente disponível em rifles entre os rifles de calibre médio. 
O tamanho do mecanismo de ação é o mesmo de uma arma para o .30-06 e a maioria dos principais fabricantes de rifles nos Estados Unidos fabricam armas com câmaras para esse cartucho, incluindo o "Browning BAR Mk II Safari" semiautomático, tornando-o uma combinação muito poderosa contra ataques de animais perigosos. O cartucho foi projetado para espécies maiores da América do Norte e encontrou uso para a caça de espécies africanas de pele mais fina.